# Catholme-Komplex

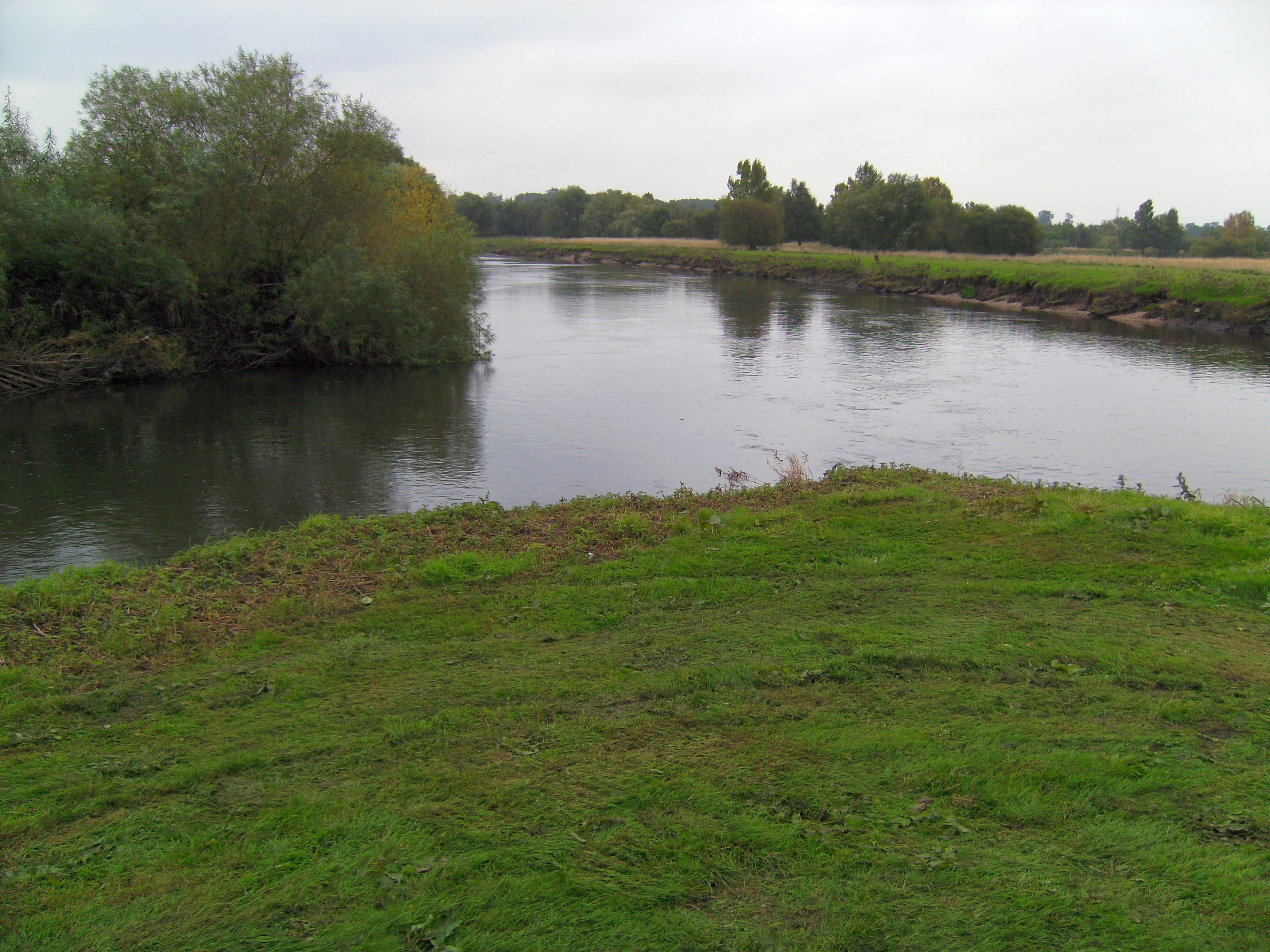
Zusammenfluss von Tame und Trent

Der Catholme-Komplex (auch Catholme Ceremonial Complex oder Catholme Woodhenge genannt) liegt am Zusammenfluss des River Trent mit dem River Tame in der Nähe von Alrewas, im Südosten von Staffordshire in England.
Bei Lufterkundungen wurden in den 1960er- und 1970er-Jahren Strukturen im Boden entdeckt, die als prähistorischer Zeremonialkomplex interpretiert wurden. Später folgten Untersuchungen mit geophysikalischen Methoden wie Bodenradar, Bodenwiderstandsmessung und Geomagnetische Prospektion.
Die als „ritual landscape“ bezeichnete Ansammlung von Monumenten in der Gegend war ungewöhnlich – einige sind morphologisch einzigartig und haben keine direkten Parallelen unter den Funden der Jungsteinzeit. Die archäologische Interpretation war daher eingeschränkt. Der Hauptkomplex bedeckte ein relativ kleines Gebiet zwischen der Bahnlinie und der Autobahn A38 nördlich des Zusammenflusses. Die Landwirtschaft hat inzwischen alle Spuren ausgelöscht.
Ein von einem  etwa 16,0 m breiten Ringgraben umgebener Timber Circle, von dem sich strahlenförmig 12 Reihen mit bis zu fünf Pfostenlöchern über einen Durchmesser von fast 60 m erstreckten, wird Sunburst-Monument genannt. Ein zweites Denkmal liegt 150 m südöstlich. Es besteht aus fünf konzentrischen Pfostenlochringen mit je 39 Pfosten in jedem Ring und einem äußeren Durchmesser von etwa 50,0 m, die einen zentralen Bereich von über 20,0 m Durchmesser umschließen. Die Postgruben datieren zwischen Endneolithikum und Frühbronzezeit (2880 und 2410 v. Chr.) Das Denkmal zeigt Ähnlichkeiten mit den Henges von Durrington Walls in Wiltshire und Mount Pleasant (Henge) in Dorset oder mit The Sanctuary in Avebury – alles spätneolithische oder chalkolithische Strukturen von etwa 2600 bis 2200 v. Chr.
Die Spuren eines mindestens 110 m langen West-Ost orientierten Cursus liegen etwa 130 m westlich. Er zeigt in Richtung des Sunburst-Monuments. Erhalten ist nur sein etwa 45 m breites westliches Ende. Im Osten wurden auf Luftbildern auf den Inseln in der verzweigten Schwemmlandschaft der Flüsse in Fatholme und Borough Holme zwei mögliche Hengemonumente identifiziert.